# Geddalmari, Shorapur
Geddalmari là một làng thuộc tehsil Shorapur, huyện Gulbarga, bang Karnataka, Ấn Độ.